# Uster
Uster és un municipi del cantó de Zúric (Suïssa), cap del districte d'Uster.

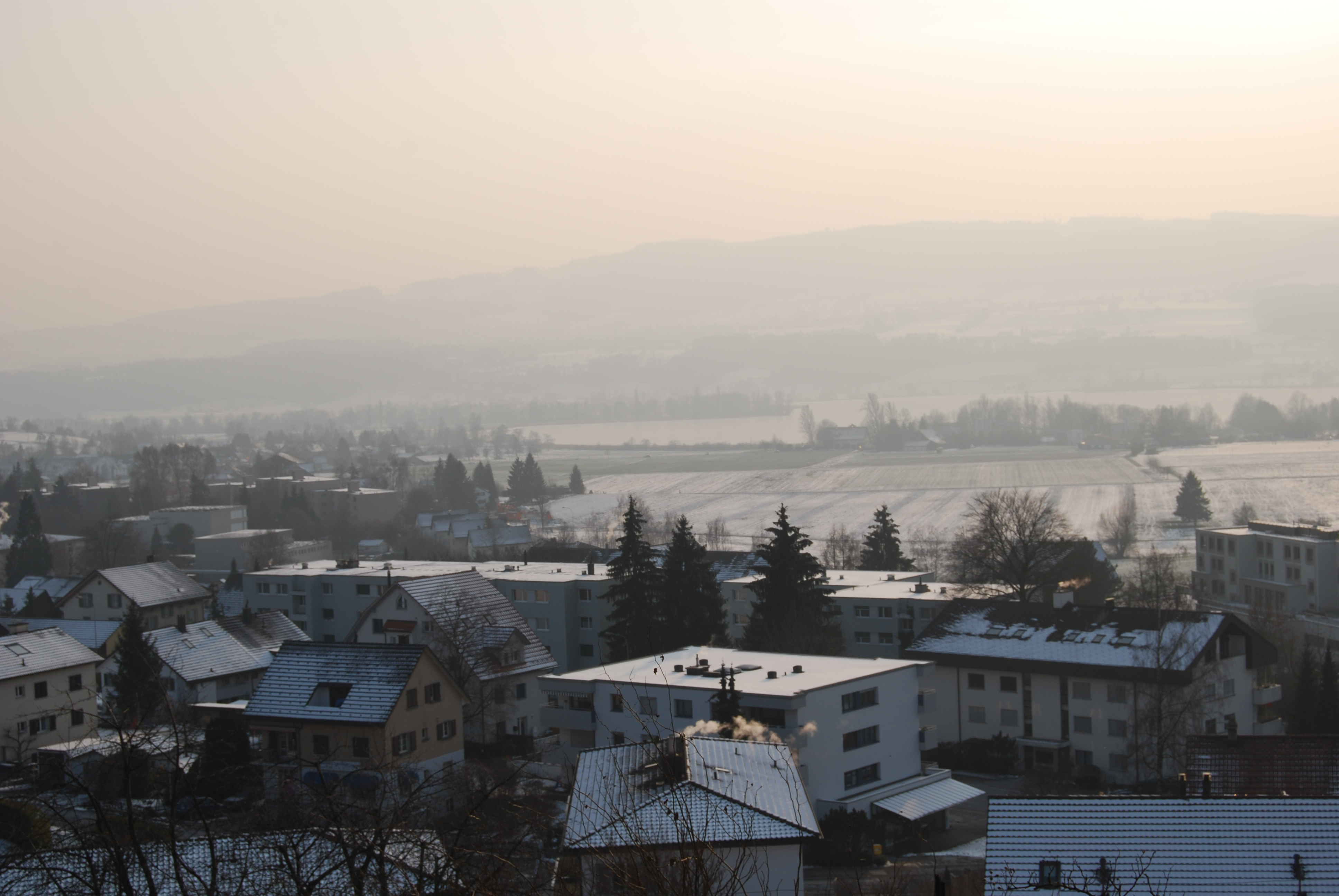
Vista del poble amb el Greifensee gelat